# الفنان العظيم (فلم)
الفنان العظيم هو فيلم مصري تم إنتاجه عام 1945، تأليف وإخراج يوسف وهبي و بطولة يوسف وهبي و مديحة يسري.

## فريق العمل
تأليف وإخراج: يوسف وهبي
بطولة:
- يوسف وهبي
- مديحة يسري
- سراج منير
- محمد كمال المصري
- فاخر فاخر
- محمود المليجي
- بشارة واكيم
- زوزو ماضي
- نادية السبع
- لطفي الحكيم
- سعاد حسين
- عبد السلام النابلسي

## روابط خارجية
- مقالات تستعمل روابط فنية بلا صلة مع ويكي بيانات